# Chiesa di Santa Maria Maggiore (Cesiomaggiore)
La chiesa di Santa Maria Maggiore è la parrocchiale di Cesiomaggiore, in provincia di Belluno e diocesi di Belluno-Feltre; fa parte della convergenza foraniale di Sedico-Santa Giustina.

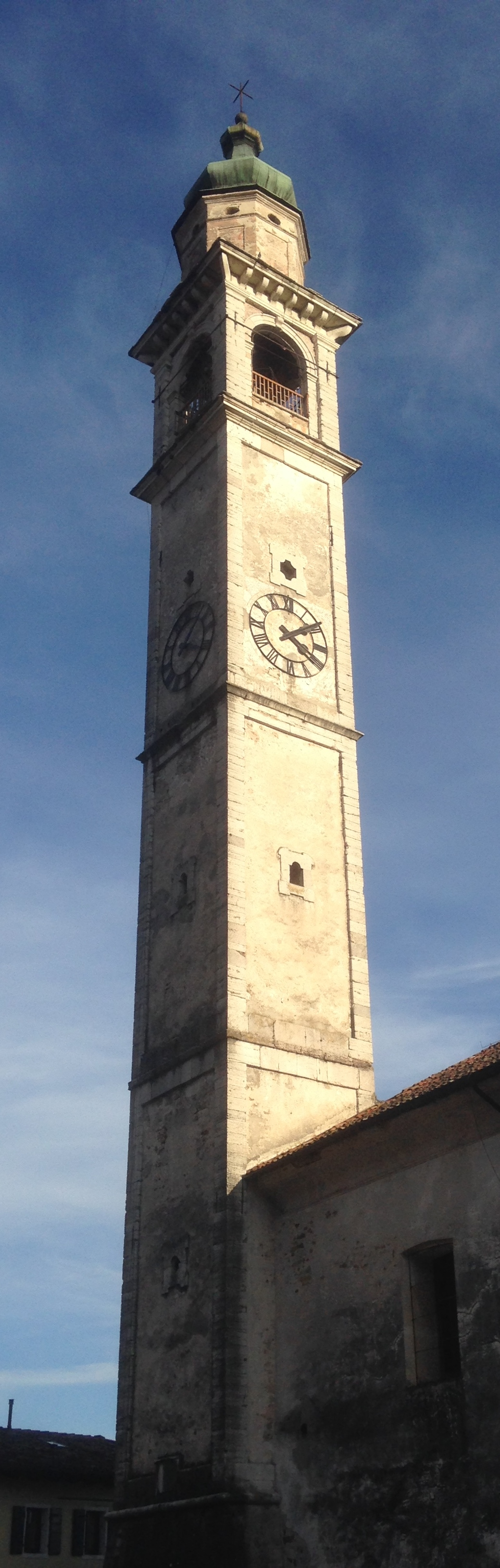

## Storia
La prima menzione dell’esistenza di una chiesa nell'abitato di Cesiomaggiore risale al 29 ottobre 1184, grazie a papa Lucio III, che elencava il patrimonio della Chiesa feltrina. È probabile tuttavia che la fondazione della chiesa cesiolina sia precedente: grazie all'antica intitolazione alla Madonna si potrebbero far risalire le sue origini a prima dell’anno Mille.
Bisogna attendere il XIV secolo, il 1386 per l'esattezza, per trovarne un'altra menzione, nel volume compilato dal vescovo Antonio Nasseri riguardante le proprietà della diocesi di Feltre. All'epoca la chiesa di Cesiomaggiore apparteneva alla circoscrizione di Fianema e Volpéz, che si estendeva tra il Caorame e il Cordevole. Di questa sappiamo che era la più ricca ed estesa della diocesi, e che inglobava anche l'attuale parrocchia di Arson.

Il vescovo Giacomo Rovellio, grazie ai resoconti delle sue visite pastorali, ci dà uno spaccato di come dovesse essere la chiesa di Cesiomaggiore nel 1585. Volta a oriente, sulla facciata presentava un oculo. Una seconda entrata era posizionata nel lato sud, che presentava altre tre aperture circolari. L'abside disponeva di due finestre ed era completamente affrescata. Nel presbiterio vi erano dei seggi laterali ed un altare giudicato "fuori norma", che tuttavia possedeva una pala raffigurante la Vergine con Giovanni Battista e San Vittore, oggi perduta. Di fianco al presbiterio vi erano altri due altari, con pale raffiguranti Sant'Antonio Abate, a sinistra, e Santa Giuliana, a destra. In fondo alla navata unica si aprivano due piccole cappelle, una con il fonte battesimale e l'altra con l'altare dedicato ai Santi Rocco e Sebastiano. Tutti i dipinti citati verranno sostituiti nel corso del Seicento. In questo secolo il vescovo Zerbino Lugo annota l'esistenza di un ulteriore altare dedicato alla Madonna del Rosario. Nel 1669 viene innalzato il campanile, che con i suoi 74 metri è tuttora uno dei più alti della provincia.

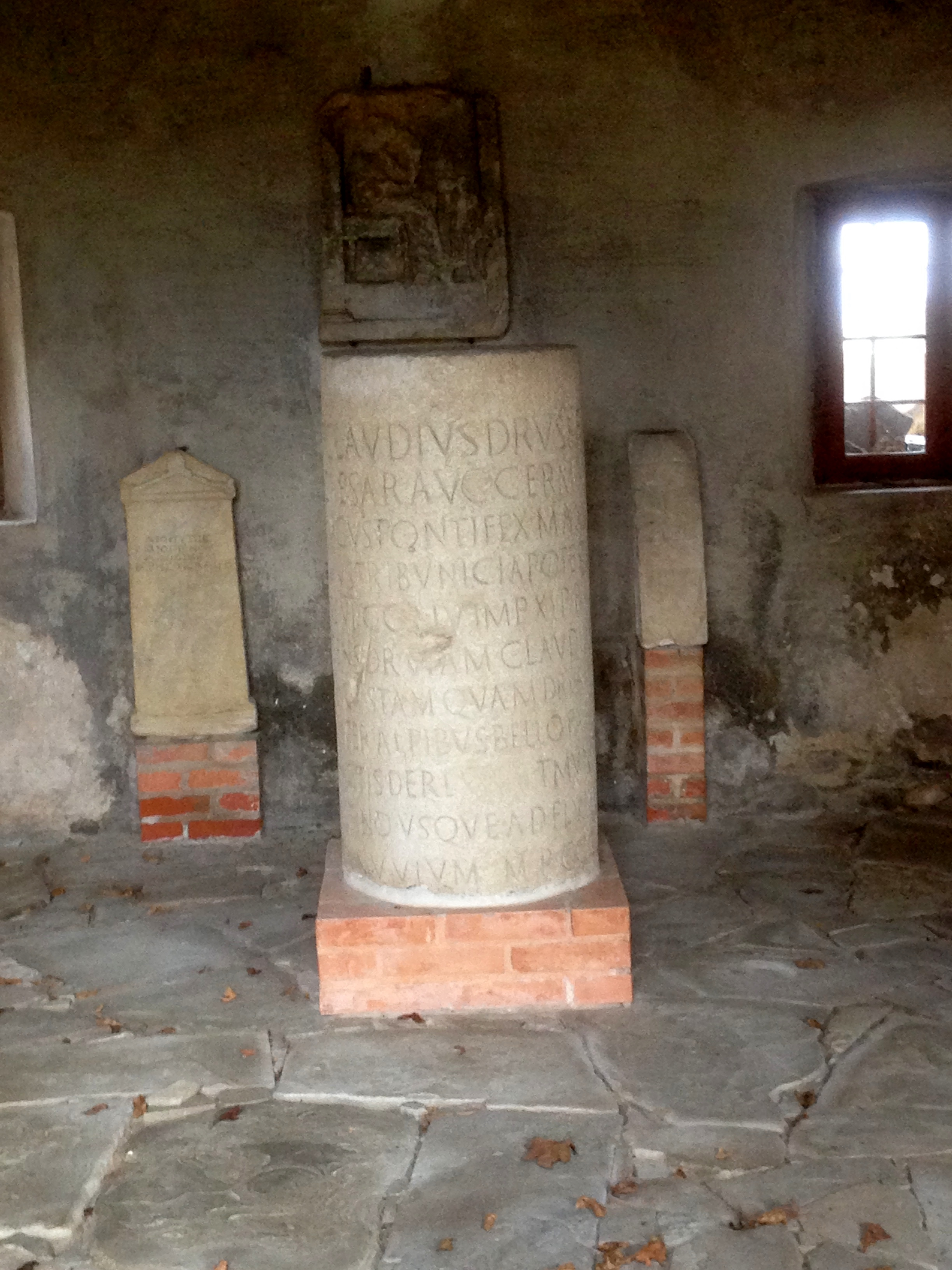
Il cippo che fu trovato durante i lavori di ristrutturazione della chiesa.

Nel 1712 la chiesa di Santa Maria viene elevata al rango di arcipretale dal vescovo Antonio Polcenigo e alla fine del secolo se ne decide una completa ristrutturazione. I lavori vengono affidati all'architetto feltrino Antonio De Boni e, iniziati nel 1785 termineranno nel 1791. La nuova chiesa verrà consacrata nel 1804 dal vescovo Bernardo Maria Carenzoni. Grazie a questi lavori verrà ritrovato il cippo miliare del 46 d.C. commemorante la costruzione della Via Claudia Augusta Altinate, ora conservato presso la Villa Tauro alle Centenere di Pullir.

## Esterno
Esternamente la chiesa racchiude la sobrietà dell'architettura neoclassica: l'unico elemento che emerge dalla facciata, sono le quattro paraste che vanno a sostenere il frontone triangolare, sormontato da tre statue acroteriali. Queste, attribuite al vicentino Giuseppe Sordina, rappresentano, da sinistra a destra, San Sebastiano, la Madonna con Gesù Bambino e Sant'Agapito (attualmente in un pessimo stato di conservazione). Il lato sud ed il lato nord dell'edificio presentano due ingressi, sormontati da una finestra termale ciascuno. Altre due finestre rettangolari per lato garantiscono l'illuminazione della chiesa. Anche l'abside poligonale presenta due finestre, sormontate a loro volta da delle piccole aperture a mezzaluna.
Anche il campanile barocco è molto semplice: la canna è divisa in tre parti, ognuna presentante una finestrella per lato. Nella sezione più alta, in ogni lato ad eccezione di quello est, è presente il quadrante dell'orologio. La cella campanaria è sormontata da un dado ottagonale, che termina con una caratteristica copertura a cipolla.

## Interno
Nonostante l'evidente impostazione neoclassica, l'interno risente ancora di influssi rococò, come testimoniato dalle specchiature in marmorino e dall'affresco sul soffitto eseguito da Sebastiano De Boni, che raffigura l'Assunzione di Maria.
A sinistra dell'ingresso principale si trova il fonte battesimale, datato 24 marzo 1483, recuperato dall'edificio precedente. Nell'unica navata sono simmetricamente disposti quattro altari, due per lato. Quelli del lato sinistro sono dedicati a Sant'Antonio da Padova e ai Santi Rocco e Sebastiano. La pala presente su quest'ultimo altare non è la stessa citata dal Rovellio nella sua visita del 1585, ma risale alla seconda metà del Seicento. Raffigura i due santi in primo piano, con la Madonna ed il Bambino in gloria nel registro superiore.
Nel lato destro, vi sono gli altari dedicati alla Madonna del Rosario e a Santa Giuliana. La pala del primo è la medesima descritta dal Lugo nel 1642: nel registro superiore vi è la Madonna del rosario con due angioletti e i santi Domenico e Caterina, in quello inferiore invece sono allineate cinque sante, Apollonia, Caterina d'Alessandria, Anna, Lucia e Agata. Rendono la pala più particolare i quindici misteri dipinti attorno al gruppo dei santi. Pur essendo un'opera realizzata in pieno Seicento, per le sue particolarità stilistiche si rifà piuttosto all'arte rinascimentale; per questo motivo è stata attribuita al feltrino Domenico Falce. Del maestro del Falce, Paolo Dal Pozzo, è invece la pala di Santa Giuliana, che risale al 1605. Presenta in primo piano Santa Giuliana affiancata da Caterina d'Alessandria. Le due donne vengono benedette dal Signore, che appare in secondo piano, per il loro coraggioso martirio.
L'altar maggiore presenta una pala con la Madonna affiancata dai santi Giovanni Battista e Vittore: nonostante il soggetto sia lo stesso annotato da Giacomo Rovellio nel 1585, l'opera non è la stessa, in quanto questa è del XVIII secolo. Potrebbe essere del veneziano Antonio Arrigoni, ma non vi è la certezza di ciò. Nella parte alta del dipinto, Maria, osservata dai genitori Anna e Gioacchino che siedono nel trono del cielo, è incoronata da una schiera di angeli, mentre San Vittore e San Giovanni Battista, identificabili per l'iconografia che li vuole il primo un soldato romano ed il secondo un pastore, porgono i loro onori nel registro inferiore.
A fianco del tabernacolo figurano due statue, San Giovanni Nepomuceno e San Giuseppe, altra opera del Sordina.

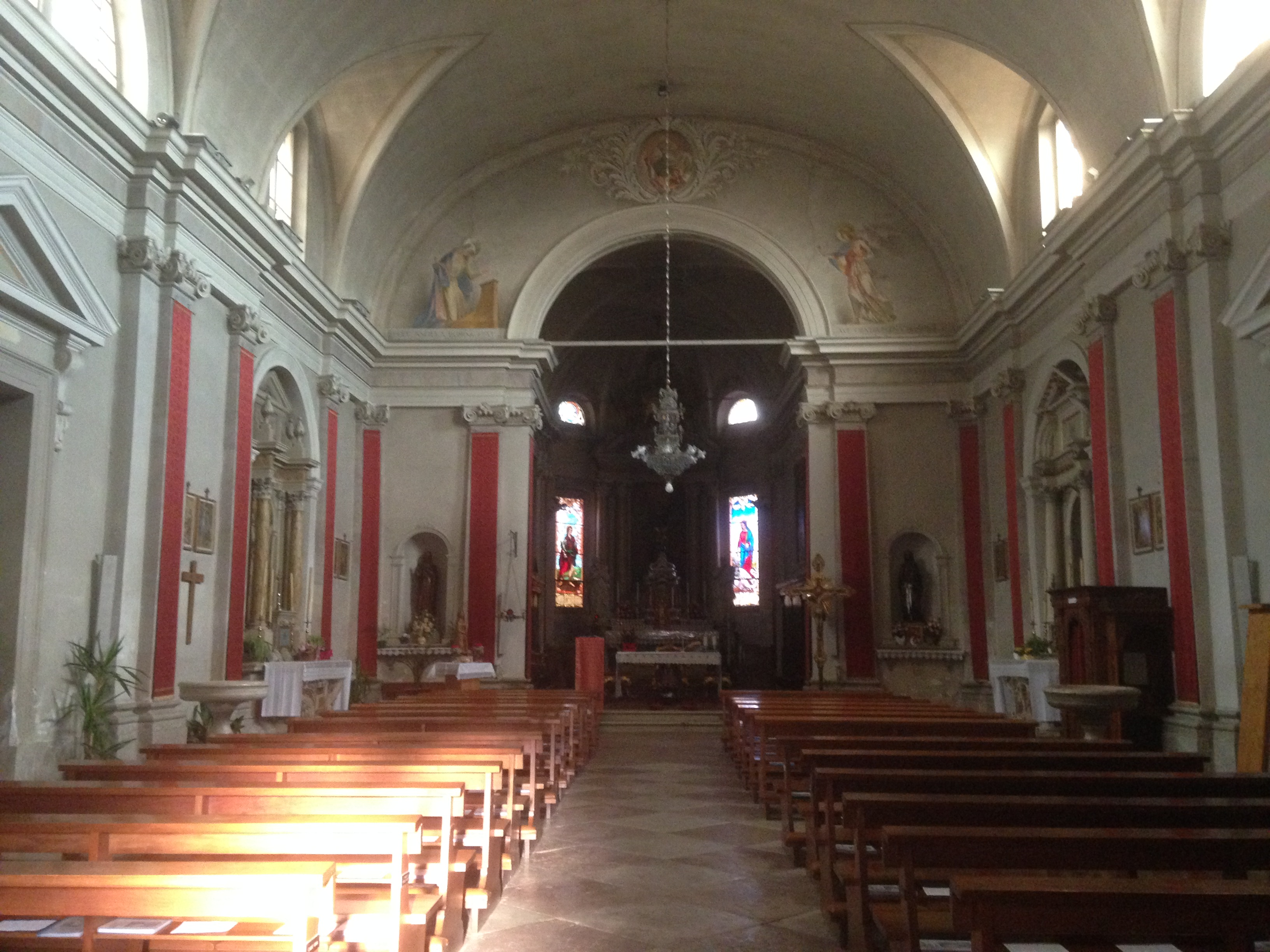

Nell'abside vi sono altre due tele di rilevante importanza. A destra dell'altare maggiore vi è un'opera di un ignoto del tardo Settecento, probabile seguace del feltrino Girolamo Turro. Presenta un affollamento di santi, tra i quali si riconoscono, dal basso verso l’alto: San Giovanni Evangelista, San Luigi Gonzaga, San Gregorio Magno, Caterina d'Alessandria (?) ed Anna e Gioacchino con la piccola Maria. In alto si staglia Dio padre. Il quadro proviene dalla vicina Villa Muffoni, e fu donato alla chiesa dall'ultimo proprietario.
Quest'opera è notevolmente contrastata da quella presente nel lato sinistro dell’abside, rappresentante San Pietro d'Alcantara ed attribuita ad Antonio Lazzarini. È un dipinto del primo Settecento, ma risente ancora delle influenze del Barocco. Il santo, al centro della composizione, fissa un angelo che regge una croce inondato da una cascata di luce, mentre un gruppo di giocosi angioletti circonda i due personaggi. Tuttavia, nel tenebroso angolo in alto a destra, un teschio e una clessidra ricordano la caducità dell'esistenza. L'opera proviene dallo scomparso convento di Santo Spirito di Feltre, ed è giunta qui negli anni sessanta del Novecento.
L'ultima opera di rilevanza artistica si trova in una nicchia a destra dell'abside: è il gruppo scultoreo ligneo della Madonna con Bambino di Valentino Panciera Besarel, scolpito nel 1867.